# Пшеничный, Алексей Петрович
Алексей Петрович Пшени́чный (1904 — после 1976) — советский русский и казахстанский ученый-зоотехник.

## Биография
Родился 12 (25 сентября) 1904 года в селе Воскресенка (ныне Краснокутский район, Саратовская область).
Окончил Саратовский сельскохозяйственный институт (1928), зоотехник в совхозе, выращивал овец. С 1931 года работал научным сотрудником по выращиванию скота в Научно-исследовательском институте сельского хозяйства Казахской ССР. В 1931-1936 гг. участвовал в выведении полугрубошерстных курдючных овец путём скрещивания курдючных маток с дегересскими баранами.
В 1942-1948 гг. работал зоотехником в колхозах «Луч Востока» и имени Мичурина в Алматинской области. Вместе с коллегами к 1945 году завершил работу по созданию казахской тонкорунной породы овец, пригодных для разведения в условиях Юго-Восточного Казахстана. Эти овцы дают высокий настриг тонкой шерсти, имеют крупный вес, отличные  мясные качества, хорошо используют пустынные И полупустынные пастбища. 
С 1948 г. научный сотрудник НИИ животноводства Казахской ССР. 
Автор более 30 научных публикаций. Диссертация:
- Опыт совершенствования казахских тонкорунных овец : на примере колхоза им. Сталина района им. 28 гвардейцев Алма-Атинской области: диссертация ... кандидата сельскохозяйственных наук : 06.00.00. - Алма-Ата, 1960. - 173 с. : ил.

## Награды и премии
- Сталинская премия второй степени (1946) — за выведение новой породы тонкорунных овец «Казахская тонкорунная»
- Орден Трудового Красного Знамени
- Орден «Знак Почёта»
- медали[1]